# Сарыода
Сарыода (тур. Sarıada) — маленький остров к востоку от острова Мейисти (Кастелоризон) и к северо-востоку от острова Стронгили. Наивысшая точка 125 м над уровнем моря. Административно относится к району Каш в иле Анталья.